# 瑪麗亞·安娜 (茨魏布呂肯-比肯費爾德)
茨魏布呂肯-比肯費爾德的瑪麗亞·安娜（德語：Maria Anna von Zweibrücken-Birkenfeld，1753年7月18日—1824年2月4日），巴伐利亞國王馬克西米利安一世的姐姐，屬於維特爾斯巴赫王朝的普法爾茨-比肯費爾德分支。

## 家庭
1780年，瑪麗亞·安娜與普法爾茨-蓋爾恩豪森伯爵約翰之子威廉結婚，兩人共有1子1女：
1. 瑪麗亞·伊莉莎白（英语：Duchess Maria Elisabeth in Bavaria）（1784年—1849年），路易-亞歷山大·貝爾蒂埃的妻子
2. 皮烏斯·奧古斯特（1786年—1837年）